# Royal Khmer Airlines
Royal Khmer Airlines was een Cambodjaanse luchtvaartmaatschappij met haar thuisbasis in Phnom Penh.

## Geschiedenis
Royal Khmer Airlines is opgericht in 2000 door Indonesische investeerders. Gestaakt in 2001, weer opgestart in 2004 voor een korte periode en eind 2005 weer opnieuw begonnen. In november 2011 werden de activiteiten van de luchtvaartmaatschappij gestaakt.

## Bestemmingen
Royal Khmer Airlines voert lijnvluchten uit naar: (zomer 2007)
- Hanoi, Ho Chi Minhstad, Phnom Penh, Siem Reap.

## Vloot
De vloot van Royal Khmer Airlines bestaat uit: (november 2007)
- 1 Boeing B727-200
- 2 Boeing B727-200(F)
- 4 Boeing B737-200